# Exasticolus fuscicornis
Exasticolus fuscicornis är en stekelart som först beskrevs av Cameron 1887.  Exasticolus fuscicornis ingår i släktet Exasticolus och familjen bracksteklar. Inga underarter finns listade i Catalogue of Life.